# Biscoe Bay
Die Biscoe Bay ist eine Bucht unmittelbar nördlich des Biscoe Point an der Südwestküste der Anvers-Insel im Palmer-Archipel westlich der Antarktischen Halbinsel.
Erstmals kartiert wurde sie bei der Belgica-Expedition (1897–1899) unter der Leitung des belgischen Polarforschers Adrien de Gerlache de Gomery. Dieser benannte die Bucht nach dem Seefahrer und Entdecker John Biscoe (1794–1843), der im Februar 1832 in dieser Bucht einen Landgang unternommen haben soll.